# Miljönämnd
Miljönämnd, ibland Bygg- och miljönämnd, är beteckningen på en av de nämnder som kommunfullmäktige enligt 3 kap 3 § kommunallagen i Sverige kan tillsätta för att - utöver styrelsen - fullgöra kommunens uppgifter enligt särskilda författningar och för verksamheten i övrigt.
Miljönämnden kan svara för kommunens myndighetsutövning när det gäller byggande, detaljplanering, miljö- och hälsoskydd, naturvård och livsmedelshantering. Därutöver har nämnden ansvar för den lokala Agenda 21-verksamheten, översiktlig fysisk planering, trafikplanering samt civil beredskap. Verksamheten regleras bland annat av plan- och bygglagen, miljöbalken och naturvårdslagen.
Beslut som fattats av nämnden kan överklagas enligt bestämmelserna i Förvaltningsprocesslagen.